# Illegal Entry
Illegal Entry è il primo album discografico solistico del cantautore rock statunitense Rocky Sullivan, pubblicato dall'etichetta discografica Jupiter Records nel novembre del 1980.

## Tracce

### LP
Lato A
Testi e musiche di Rocky Sullivan.
1. Everybody's Got a Price – 4:50 – Registrato nel marzo del 1978
2. Leave It at That – 1:45 – Registrato nel marzo del 1978
3. Jacknife Lover – 2:40 – Registrato nel marzo del 1978
4. Who's Kiddin' Who – 3:56 – Registrato nel marzo del 1978
5. Whatcha' Get – 2:45 – Registrato nel marzo del 1978
6. You – 3:25 – Registrato nel luglio del 1978

Lato B
Testi e musiche di Rocky Sullivan, eccetto dove indicato.
1. Bring Back the Night – 3:20 – Registrato nel luglio del 1978
2. Back Up Girl – 3:17 – Registrato nell'ottobre del 1978
3. Bigelow 6-5000 – 3:05 (John Cipollina, Jim McPherson) – Registrato nell'ottobre del 1978
4. Roxy – 5:18 – Registrato nell'ottobre del 1978
5. Fever Dreams – 4:45 (John Cipollina) – Registrato nell'ottobre del 1978

## Musicisti
Everybody's Got a Price / Leave It at That / Jacknife Lover / Who's Kiddin' Who / Whatcha' Get
- Rocky Sullivan - voce solista
- John Cipollina - chitarra
- Mike Varney - chitarra
- Steve Lind - basso
- Greg Anton - batteria

You / Bring Back the Night
- Rocky Sullivan - voce solista
- John Cipollina - chitarra
- Jeffrey Cohen - chitarra acustica
- Mark Shaiman - piano
- Mark Cummings - sintetizzatore
- Mac Cridlin - basso
- Scott Mathews - batteria
- Carole Steele - percussioni
- Jamet Morrison - cori
- Jeanette Sartain - cori
- Pam Moore - cori

Back Up Girl / Bigelow 6-5000 / Roxy / Fever Dreams
- Rocky Sullivan - voce solista
- John Cipollina - chitarra
- Greg Douglass - chitarra
- Nicky Hopkins - piano
- Mario Cipollina - basso
- Scot Mathews - batteria

Note aggiuntive
- Jeffrey Cohen - produttore
- Registrazioni effettuate al Automatt di San Francisco, California (Stati Uniti)
- Leslie Ann Jones e Chris Minto - ingegneri delle registrazioni
- Ringraziamento speciale a David Rubinson[2]